# Acrolofíneos
Acrolofíneos (Acrolophidae) é uma subfamília da família dos tineídeos de insectos da ordem Lepidoptera.
Apresenta aproximadamente 300 espécies, encontradas somente nas Américas.

## Géneros
- Acrolophus
- Amydria
- Drastea
- Exoncotis
- Ptilopsaltis